# Клавје
Клавје (фр. Claviers) је насељено место у Француској у региону Прованса-Алпи-Азурна обала, у департману Вар.
По подацима из 2011. године у општини је живело 575 становника, а густина насељености је износила 36,16 становника/km².

## Демографија
| 1962. | 1968. | 1975. | 1982. | 1990. | 2011. |
| ----- | ----- | ----- | ----- | ----- | ----- |
| 316   | 359   | 404   | 469   | 597   | 575   |